# 천하제일장사
《천하제일장사》는 대한민국의 채널A에 텔레비전 예능 프로그램이다.

## 기획 의도

### 시즌 1
각 종목을 대표하는 ‘힘’의 최강자들이 모여 종목의 명예를 걸고 씨름으로 ‘힘’쓰는 한판 승부를 펼친다!! 모래판 위에서 폭풍처럼 펼쳐지는 힘 좀 써본 자들의 뜨거운 승부 과연 ‘힘’ 하나로 ‘씨름 최강자’의 자리를 차지하게 될 팀은 누가 될 것인가?!

## 방송 일정
| 방송 채널 | 시즌 | 방송 기간                           | 방송 시간                      | 부작   | 비고 |
| --------- | ---- | ----------------------------------- | ------------------------------ | ------ | ---- |
| 채널A     | 1    | 2022년 10월 10일 ~ 2022년 12월 26일 | 매주 월요일 밤 9시 30분 ~ 11시 | 11부작 |      |
| 채널A     | 2    | 2023년 3월 25일 ~ 2023년 5월 27일   | 매주 토요일 밤 9시 ~ 10시 42분 | 미정   |      |

## 진행자
- 이경규
- 배성재

## 해설
- 김기태
- 이기수

## 참가자

### 개그 팀
- 손광복 (코치)
- 미키광수
- 이승윤
- 윤형빈

### 격투 팀
- 손희찬 (코치)
- 추성훈
- 강경호
- 윤창민

### 농구 팀
- 이승호 (코치)
- 우지원
- 문경은
- 박광재

### 머슬 팀
- 차민수 (코치)
- 양치승
- 전욱민
- 조준

### 야구 팀
- 이영호 (코치)
- 홍성흔
- 양준혁
- 최준석

### 유도 팀
- 최정만 (코치)
- 조준호
- 조준현
- 김민수